# جون فولي (قائد عسكري)
جون فولي (بالإنجليزية: John Foley)‏ هو قائد عسكري بريطاني، ولد في 22 أبريل 1939.